# Quarry Gardens Waterfalls
Die Quarry Gardens Waterfalls sind ein mehrstufiger Wasserfall in Whangārei auf der Nordinsel Neuseelands. Er liegt in den Quarry Gardens, einer etwa 24 Hektar großen Parkanlage im Stadtteil Kensington nordwestlich des Stadtzentrums. Seine Gesamtfallhöhe beträgt rund 20 Meter.
Vom New Zealand State Highway 1 zweigt in Whangarei die Russel Road in nordwestlicher Richtung ab, die nach etwa 600 Metern zu einem Parkplatz am Parkeingang führt. Ein beschilderter Fußweg leitet von dort in etwa 10 Gehminuten zum Wasserfall.